# 阿努克·维特尔
阿努克·维特尔（荷蘭語：Anouk Vetter，荷蘭語發音：[aːˈnuk ˈvɛtər]；1993年2月4日—）是一名专攻七项全能的荷兰田径运动员。她拥有着6636分的荷兰全国七项全能纪录。2016年，她在2016年欧洲田径锦标赛上获得七项全能金牌。